# Gabriel Heinze
Gabriel Iván Heinze, argentinski nogometaš, * 19. april 1978, Crespo, Argentina.
Heinze je bivši argentinski nogometaš in sedanji nogometni trener. Z argentinsko reprezentanco je na nogometnemu delu poletnih olimpijskih iger leta 2004 osvojil zlato kolajno. V domovini je poznan pod vzdevkom Gringo.

## Klubska kariera

### Zgodnja kariera
Heinze je svojo kariero pričel v domovini pri klubu Newell's Old Boys. Že v prvi sezoni je prejel veliko pozornosti s strani oglednikov različnih evropskih klubov in sledil je prestop v Španijo k Real Valladolidu. Ko si v prvi sezoni v Španiji ni uspel priboriti niti enega nastopa, so ga pri Valladolidu posodili na Portugalsko, k lizbonskem Sportingu. V Lizboni je zbral pet nastopov in se kmalu spet vrnil v Valladolid, kjer je postopoma dobival vse več priložnosti. Po koncu sezone 2000/01 je okrepil vrste pariškega moštva Paris Saint-Germain, v katerem je v treh sezonah skupaj zaigral na več kot 100 tekmah ter prispeval levji delež k slavju Parižanov v Francoskem pokalu v sezoni 2003/04.

### Manchester United
Junija 2004 se je Heinze pridružil Manchester Unitedu, ki je za Argentinca francoskemu PSG-ju izplačal 6,9 milijonov funtov odškodnine. V Manchestru je nase opozoril že na debiju septembra 2004, ko je prispeval en zadetek k remiju 2-2 proti Bolton Wanderersom. Nadaljeval je z dobrimi predstavami in se pri enem največjih angleških nogometnih klubov hitro ustalil kot prva trenerjeva izbira na položaju levega centralnega branilca.
14. septembra 2005 je na tekmi Lige prvakov proti Villarrealu utrpel resnejšo poškodbo, ki ga je izven igralnega pogona zadržala skoraj do konca sezone 2005/06. Pred obračunom z Villarrealom je Heinze v Ligi prvakov sicer dvakrat zatresel mrežo, to mu je uspelo na povratni tekmi kvalifikacij proti madžarskemu Debrecenu, končni izid je bil 3-0. Na zelenice se je vrnil aprila 2006, a je za United zaigral le na treh srečanjih, saj ga je vnovična sicer manjša poškodba spet oddaljila od igranja. Pri Unitedu so v tisti sezoni ugotovili, da nimajo prave zamenjave na položaju levega centralnega branilca, zato so v klub pripeljali Francoza Patrica Evraja. Sezona 2006/07 je bila za Heinzeja zadnja v dresu Uniteda. Svoj prvi gol v sezoni je dosegel 27. februarja 2007 na ponovljeni tekmi petega kola proti Readingu, tekmo so rdeči vragi dobili z izidom 3-2. V sezoni 2006/07 so Unitedove vrste znova redčile poškodbe in v branilskem paru sta se sčasoma uveljavila Heinze in Wes Brown. Za zadnji dve tekmi v sezoni je Heinze tudi prevzel kapetanski trak, šlo je za gostovanje pri Chelseaju in domačo tekmo proti West Ham Unitedu. 21. julija 2007 se je za argentinskega branilca potegoval Unitedov lokalni rival Liverpool, ki je ponudil 6,8 milijonov funtov. Ponudbo so v Manchestru zavrnili.

### Real Madrid
22. avgusta 2007 je odjeknila novica o Heinzejevi selitvi v Real Madrid. Z madridskim gigantom je Heinze podpisal štiriletno pogodbo in postal tretji Unitedov igralec (po Davidu Beckhamu in Ruudu van Nistelrooyju), ki se je pridružil Realu. Uradna odškodnina je znašala 8 milijonov funtov. V Realovem dresu je debitiral 2. septembra 2007 proti Villarrealu, tedaj je na igrišče prišel kot zamenjava za Raúla. Šele 30. marca 2008 mu je uspel prvi zadetek za beli balet, dosegel ga je ob zmagi s 3-1 proti Sevilli. Heinze je v prvi sezoni v Madridu osvojil špansko prvenstvo in španski superpokal. V sezoni 2008/09, Heinzejevi drugi v Madridu, Argentincu z Realom ni uspelo osvojiti nobene lovorike. Delni razlog za to je tudi menjava trenerja, saj je Bernda Schusterja decembra 2008 zamenjal Juande Ramos, ki moštva v tako kratkem času ni uspel spraviti skupaj, da bi do konca sezone osvojili vsaj špansko prvenstvo. Real je imel v tisti sezoni tudi močnega nasprotnika v Barceloni, ki je pod taktirko Pepa Guardiole osvojila vse možne lovorike.

### Marseille
30. julija 2009 je Heinze podpisal dveletno pogodbo s francoskim prvoligašem Marseillom. Odškodnina Realu za njegov prestop ni bila razkrita. Heinze je za nove delodajalce dvakrat zadel v Ligi prvakov, prvič proti Milanu in drugič proti Zürichu. Vse od prihoda v klub pa do konca prve sezone 2009/10 je bil vitalen član Marseillove začetne enajsterice. 27. marca 2010 je svoje moštvo povedel do slavja v finalu francoskega pokala proti branilcu naslova in aktualnemu francoskemu prvaku Bordeauxu. To je bila za Marseille prva lovorika po daljnem letu 1993, ki so zmagali v otvoritveni sezoni Lige prvakov 1992/93. Zmagoslavju v pokalnem tekmovanju je Marseille dodal še končno prvo mesto v francoskem prvenstvu (Ligue 1), to je bila njihova prva zvezdica po 18 letih. Po zmagi 5. maja 2010 s 3-1 proti Rennesu, ki je pomenila tudi naslov francoskega prvaka, je trener Didier Deschamps igro svojih varovancev v tisti sezoni opisal kot »izjemno človeško dogodivščino.« 

## Reprezentančna kariera
Heinze je za argentinsko reprezentanco prvič nastopil 30. aprila 2003 na prijateljski tekmi proti Libiji. Leta 2004 je bil izbran v argentinsko ekipo za Poletne olimpijske igre, s katero je v Atenah naposled tudi osvojil zlato medaljo. Čeprav je večino sezone 2005/06 izpustil zaradi poškodbe, pa ga je argentinski selektor José Pekerman uvrstil med potnike na Svetovno prvenstvo 2006 v Nemčijo. Prvenstvo se je za Argentino končalo v četrtfinalu, po izvajanju enajstmetrovk se je napredovanja v polfinale veselila gostiteljica Nemčija.
Heinze je sodeloval na Copi Américi 2007 in svoj edini zadetek na turnirju dosegel v polfinalu proti Mehiki. Kot prvi izmed Argentincev je namreč načel mehiško mrežo, s tem ko je v zadetek z glavo pretvoril podajo Juana Romana Riquelmeja s prostega strela. Argentina je tisto tekmo dobila s 3-0. V finalu je morala Argentina nato priznati premoč Braziliji.
Heinzeja je novi selektor Diego Maradona uvrstil tudi med potnike na Svetovno prvenstvo 2010 v JAR. Že na prvi tekmi Argentincev je dosegel zadetek, po podaji s kota Juana Sebastiana Verona je že v tretji minuti zatresel mrežo Nigerije in s tem tudi postavil končni izid tekme. To je bil njegov tretji reprezentančni zadetek v karieri.

### Reprezentančni zadetki
| # | Datum           | Prizorišče                | Nasprotnik | Zadel za | Končni izid | Tekmovanje                    |
| - | --------------- | ------------------------- | ---------- | -------- | ----------- | ----------------------------- |
| 1 | 17. avgust 2005 | Budimpešta, Madžarska     | Madžarska  | 2 – 1    | 2 – 1       | prijateljska tekma            |
| 2 | 11. julij 2007  | Ciudad Guayana, Venezuela | Mehika     | 1 – 0    | 3 – 0       | Copa América, polfinale       |
| 3 | 12. junij 2010  | Johannesburg, JAR         | Nigerija   | 1 – 0    | 1 – 0       | Svetovno prvenstvo, skupina B |

## Dosežki

### Klubski dosežki
- Paris Saint-Germain

- Coupe de France:

- Zmagovalci: 2003/04

- Manchester United

- Premier League:

- 1. mesto: 2006/07

- Real Madrid

- La Liga:

- 1. mesto: 2007/08

- Španski superpokal:

- Zmagovalci: 2008

- Marseille

- Ligue 1:

- 1. mesto: 2009/10

- Coupe de la Ligue:

- Zmagovalci: 2009/10

### Reprezentančni dosežki
- Argentina (U-23)[21]

- Poletne olimpijske igre:

- 1. mesto (zlata kolajna): 2004

### Posamični dosežki
- Najboljši Unitedov igralec sezone po izboru navijačev: 2004/05

## Statistika
| Klub                  | Sezona           | Liga    | Liga | Pokal   | Pokal | Ligaški pokal | Ligaški pokal | Celina  | Celina | Skupaj  | Skupaj |
| Klub                  | Sezona           | Nastopi | Goli | Nastopi | Goli  | Nastopi       | Goli          | Nastopi | Goli   | Nastopi | Goli   |
| --------------------- | ---------------- | ------- | ---- | ------- | ----- | ------------- | ------------- | ------- | ------ | ------- | ------ |
| Newell's Old Boys     | 1997/98          | 8       | 0    | –       | –     | –             | –             | 0       | 0      | 8       | 0      |
| Newell's Old Boys     | Skupaj           | 8       | 0    | –       | –     | –             | –             | 0       | 0      | 8       | 0      |
| Real Valladolid       | 1997/98          | 0       | 0    | 0       | 0     | –             | –             | 0       | 0      | 0       | 0      |
| Sporting CP (posojen) | 1998/99          | 5       | 1    | 1       | 0     | –             | –             | 0       | 0      | 6       | 1      |
| Sporting CP (posojen) | Skupaj           | 5       | 1    | 1       | 0     | –             | –             | 0       | 0      | 6       | 1      |
| Real Valladolid       | 1999/00          | 18      | 0    | 0       | 0     | –             | –             | 0       | 0      | 18      | 0      |
| Real Valladolid       | 2000/01          | 36      | 1    | 0       | 0     | –             | –             | 0       | 0      | 36      | 1      |
| Real Valladolid       | Skupaj           | 54      | 1    | 0       | 0     | –             | –             | 0       | 0      | 54      | 1      |
| Paris Saint-Germain   | 2001/02          | 35      | 0    | 0       | 0     | 0             | 0             | 2       | 0      | 37      | 0      |
| Paris Saint-Germain   | 2002/03          | 35      | 2    | 0       | 0     | 0             | 0             | 4       | 0      | 39      | 2      |
| Paris Saint-Germain   | 2003/04          | 33      | 2    | 0       | 0     | 0             | 0             | 0       | 0      | 33      | 2      |
| Paris Saint-Germain   | Skupaj           | 103     | 4    | 0       | 0     | 0             | 0             | 6       | 0      | 109     | 4      |
| Manchester United     | 2004/05          | 26      | 1    | 4       | 0     | 2             | 0             | 7       | 0      | 39      | 1      |
| Manchester United     | 2005/06          | 4       | 0    | 0       | 0     | 0             | 0             | 2       | 2      | 6       | 2      |
| Manchester United     | 2006/07          | 22      | 0    | 6       | 1     | 2             | 0             | 8       | 0      | 38      | 1      |
| Manchester United     | Skupaj           | 52      | 1    | 10      | 1     | 4             | 0             | 17      | 2      | 83      | 4      |
| Real Madrid           | 2007/08          | 20      | 1    | 2       | 0     | –             | –             | 4       | 0      | 26      | 1      |
| Real Madrid           | 2008/09          | 24      | 2    | 1       | 0     | –             | –             | 7       | 0      | 32      | 2      |
| Real Madrid           | Skupaj           | 44      | 3    | 3       | 0     | –             | –             | 11      | 0      | 58      | 3      |
| Marseille             | 2009/10          | 27      | 4    | 0       | 0     | 2             | 0             | 7       | 2      | 36      | 6      |
| Marseille             | Skupaj           | 27      | 4    | 0       | 0     | 2             | 0             | 7       | 2      | 36      | 6      |
| Skupaj v karieri      | Skupaj v karieri | 293     | 14   | 14      | 1     | 6             | 0             | 41      | 4      | 354     | 19     |

## Sklcii
1. ↑  transfermarkt.com — 2000.
2. ↑  FBref
3. ↑  18:48hs 23:48hs (18. junij 2010). »?!?Donde la gringo?!«. Misionmundial.com.ar. Pridobljeno 26. junija 2010. (špansko)
4. ↑  »Gringo Heinze«. M.lanacion.com.ar. Pridobljeno 26. junija 2010. (špansko)
5. ↑  »Gringo Heinze« (v španščini). Infobae.com. Arhivirano iz prvotnega spletišča dne 2. junija 2010. Pridobljeno 26. junija 2010.
6. ↑  »Man Utd secure Heinze deal«. BBC News. 11. junij 2004. Pridobljeno 26. junija 2010.
7. ↑  »Bolton 2–2 Man Utd«. BBC Sport. 11. september 2004. Pridobljeno 16. septembra 2009. (angleško)
8. ↑  »Je Fergie resen glede Heinzeja?« (v angleščini). vitalfootball.co.uk. Arhivirano iz prvotnega spletišča dne 28. septembra 2007. Pridobljeno 22. avgusta 2007.
9. ↑  »Debrecen 0–3 Man Utd«. BBC Sport. 24. avgust 2005. Pridobljeno 16. septembra 2009. (angleško)
10. ↑  »Poročilo: Reading 2 Manchester United 3«. ManUtd.com. Pridobljeno 22. avgusta 2007. (angleško)
11. ↑  »Poročilo: Chelsea 0 Manchester United 0«. ManUtd.com. Pridobljeno 22. avgusta 2007. (angleško)
12. ↑  United zavrnil Liverpoolovo ponudbo za Gabriela Heinzeja, Daily Telegraph. (angleško)
13. ↑  »Heinze & Robben complete Real switch«. BBC Sport. 23. avgust 2007. Pridobljeno 23. avgusta 2007.
14. ↑  »Prestop potrjen: Gabriel Heinze se seli v Marseille« (v angleščini). om.net. 30. julij 2009. Arhivirano iz prvotnega spletišča dne 2. avgusta 2009. Pridobljeno 30. julija 2009.
15. ↑  France (27. marec 2010). »Girondins de Bordeaux 1-3 Olympique de Marseille: Marseille prišel do prve lovorike po 17 letih«. Goal.com. Pridobljeno 26. junija 2010. (angleško)
16. ↑  »Ligue 1 : Marseille prekinil 18-letni urok s slavjem v francoskem prvenstvu«. Ligue1.com. 5. maj 2010. Pridobljeno 26. junija 2010. (angleško)
17. ↑  Press Association. »Didier Deschamps dosežek svoj varovancev povzdignil v izjemno človeško dogodivščino | nogomet | guardian.co.uk«. Guardian. Pridobljeno 26. junija 2010. (angleško)
18. ↑  »Argentina - profili igralcev« (v angleščini). MSN. Arhivirano iz prvotnega spletišča dne 17. novembra 2007. Pridobljeno 22. avgusta 2007.
19. ↑  »Nemčija slavila po kazenskih strelih«. BBC Sport. 30. junij 2006. Pridobljeno 22. avgusta 2007. (angleško)
20. ↑  »Argentina routs Mexico in Copa America«. Los Angeles Times. Pridobljeno 22. avgusta 2007.
21. ↑  Olimpijski pravilnik določa, da ima vsaka sodelujoča reprezentanca največ tri igralce, starejše od 23 let, vsi ostali pa morajo biti stari 23 let ali manj. Dejansko torej ne gre povsem za U-23 reprezentanco, temveč za U-23 reprezentanco s tremi starejšimi posamezniki.